# 花庙湖
花庙湖是一个位于中国江西省都昌县的湖泊。